# Cerkiew św. Mikołaja Cudotwórcy w Zubaczach
Cerkiew pod wezwaniem św. Mikołaja Cudotwórcy – prawosławna cerkiew cmentarna w Zubaczach. Należy do parafii Opieki Matki Bożej w Zubaczach, w dekanacie Kleszczele diecezji warszawsko-bielskiej Polskiego Autokefalicznego Kościoła Prawosławnego.
Cerkiew zbudowano w 1978 na cmentarzu prawosławnym w Zubaczach. Poprzednio w tym miejscu znajdowała się drewniana cerkiew Świętej Trójcy, która spłonęła w 1969 od uderzenia pioruna.
Obiekt murowany, z białej cegły. Wewnątrz znajduje się ikonostas wykonany przez Michała Wójtkiewicza z Bielska Podlaskiego.
Uroczystość patronalna obchodzona jest 22 maja (9 maja według starego stylu) – w dzień upamiętnienia przeniesienia relikwii św. Mikołaja z Miry Licejskiej do Bari.